# Хатчинсон, Джордж Эвелин
Джордж Эвелин Хатчинсон (англ. George Evelyn Hutchinson; 30 января 1903, Кембридж, Англия — 17 мая 1991, Лондон) — англо-американский зоолог. Больше всего известен своими исследованиями пресноводных озёр и считается «отцом американской лимнологии». Также известен как эколог и даже называется «отцом современной экологии».
Член Национальной академии наук США (1950), иностранный член Лондонского королевского общества (1983).
Лауреат премий Тайлера (1974, первое присвоение) и Киото (1986).
Удостоен Национальной медали науки США (1991, посмертно).

## Биография
Учился в школе Грешема в Холте (Норфолк) и в Кембриджском университете, его Эмануэль-колледже. После двух лет преподавания в университете Витватерсранда в Южной Африке, в 1928 году поступил на работу в Йельский университет, где преподавал на протяжении следующих 43 лет. Гражданин США с 1941 года.
Член Американской академии искусств и наук (1949).
У него учился эколог Говард Т. Одум.
После выхода на пенсию он провёл большую часть оставшейся жизни в Англии. Был литературным душеприказчиком для работ Ребекки Уэст.

## Награды и отличия
- Leidy Award[англ.] (1952)
- Премия Тайлера (1974, первое присвоение)
- Медаль Франклина (1979)
- Медаль Даниэля Жиро Эллиота НАН США (1984)
- Премия Киото (1986)
- Национальная медаль науки США (1991, посмертно)